# Terence Morgan
Terence Morgan (* 8. Dezember 1921
in Lewisham, London als Terence Ivor Grant Morgan; † 25. August 2005 in Brighton, East Sussex) war ein britischer Schauspieler.

## Leben
Nach der Schulzeit arbeitete Terence Morgan zunächst als Angestellter bei dem Versicherungsunternehmen Lloyd’s und nur in seiner Freizeit als Schauspieler. Das änderte sich, als er ein Stipendium der Royal Academy of Dramatic Art erhielt. Als hauptberuflicher Schauspieler trat Morgan u. a. am Londoner West End auf, wo er von Laurence Olivier entdeckt wurde. Nach gemeinsamer Arbeit auf der Bühne engagierte ihn Olivier auch 1948 für seine preisgekrönte Hamlet-Verfilmung. Morgan gab darin als Laertes sein Filmdebüt. Zwei Jahre später spielte er auch in seiner ersten Fernsehproduktion in einer Shakespeare-Adaption, als Fürst Orsino in Was ihr wollt.
In den folgenden Jahren spielte Morgan vorwiegend in britischen Produktionen. Dabei übernahm er zunächst sympathische Charaktere, später vermehrt düstere und abgründige Figuren wie den rachsüchtigen Sohn Ramses’ VIII. im Horrorfilm Die Rache des Pharao der Hammer-Filmstudios. Zu seinen bekanntesten Filmrollen gehören der 2nd-Lieutenant Gerard in Des Königs Admiral nach Cecil Scott Forester (mit Gregory Peck in der Titelrolle), “little” Billy Bagot neben Hildegard Knef in Svengali, der skrupellose Erpresser in The Shakedown (neben Donald Pleasence).
Daneben übernahm Morgan zwischen den 1950er und 1970er Jahren verschiedene Auftritte in Fernsehfilmen und Fernsehserien, unter anderem in der Krimireihe Die 2 sowie als Titelheld in der 26-teiligen Fernsehserie Sir Francis Drake über den gleichnamigen britischen Freibeuter und Admiral des 16. Jahrhunderts.
Ende der 60er Jahre begann Morgan, sich allmählich vom Filmgeschäft zurückzuziehen. Kurz darauf eröffnete er in Hove bei Brighton ein kleines Hotel, das er über 16 Jahre führte.
Terence Morgan starb am 25. August 2005 in Brighton an Herzversagen.

## Filmografie (Auswahl)
- 1948: Hamlet
- 1950: Twelfth Night
- 1951: Des Königs Admiral (Captain Horatio Hornblower, R.N.)
- 1951: Dakapo (Encore)
- 1952: Mandy
- 1953: An der Straßenecke (Street Corner)
- 1954: L’Amante di Paride
- 1954: Svengali
- 1957: The Scamp
- 1959: The Shakedown
- 1961–1962: Sir Francis Drake (Fernsehserie, 26 Episoden)
- 1964: Die Rache des Pharao (Curse of the Mummy’s Tomb)
- 1966: Unter der Flagge des Tigers (Surcouf, l'eroe dei sette mari)
- 1966: Donner über dem Indischen Ozean (Il Grande colpo di Surcouf)
- 1967: Das Penthouse (The Penthouse)
- 1971: Die 2 (The Persuaders!) (Fernsehserie, 1 Folge)